# 常在國際法律事務所
常在國際法律事務所（英語：Tsar and Tsai Law Firm）是一家總部位於臺北的大型法律事務所，由蔡六乘與蔡中曾父子共同創立於1965年。與理律法律事務所及萬國法律事務所並稱台灣三大律師事務所。

## 歷史
1965年，台灣「七君子事件」辯護律師蔡六乘與同為律師的兒子蔡中曾共同創立事務所，事務所英文名稱使用「Tsar & Tsai Law Firm」，「Tsar」取自「蔡」姓的上海話發音，而「Tsar & Tsai」合起來含「主恩常在」之意（因蔡氏父子是基督教徒），亦表示能夠隨時提供可靠服務。
2018年由敦南金融大樓遷址到台北市信義區松仁路100號11樓臺北南山廣場，新址全棟採用綠色環保建材設計，室內配備全方位能源環控系統，曾獲財團法人台灣建築中心頒發綠建築標章鑽石級證書。事務所截至2025年7月為止共有18位合夥人、55位律師和150人所組成的工作團隊。

## 業務
業務主要集中於公司投資、金融暨資本市場、商標暨著作權、專利暨科技、訴訟及爭端處理。其客戶以政商界人士或大型企業為主，經常提供非訟及跨國法律服務，曾負責處理過不少重大案件，當中包括遠雄大巨蛋 BOT 案、永豐金弊案、中信金弊案、前中央研究院院長翁啟惠遭控貪污案等。

## 分所成立
2007年，於新竹科學園區矽導竹科中心設立新竹分所。

## 常在公益
2018年，捐助設立財團法人常在法律文教基金會。基金會主要業務包括：推廣法治教育，設置獎助學金，舉辦或贊助法學教育活動、專題研習會、法律相關議題之研究計畫以及出版法律知識的系列出版品等。

## 外部連結
- 常在國際法律事務所網站 （页面存档备份，存于） 繁體中文 （页面存档备份，存于） English （页面存档备份，存于） 簡體中文 （页面存档备份，存于） 日文 （页面存档备份，存于）